# Kabinet-Prodi II
Het Italiaanse kabinet-Prodi II trad op 17 mei 2006 aan en volgde hiermee het kabinet-Berlusconi III op. Het kabinet wordt geleid door Romano Prodi die van 1996 tot 1998 ook al premier was geweest. Het kabinet bestaat uit 25 ministers die voor het grootste deel lid zijn van de Olijfboomcoalitie, de grootste subcoalitie binnen de De Unie. Op 21 februari 2007 diende Prodi het ontslag in van zijn kabinet bij de Italiaanse president Giorgio Napolitano, een keuze die door de president aanvaard werd. Het kabinet viel nadat het Afghanistan-beleid van Kabinet Prodi II met 2 stemmen strandde in de Senato della Repubblica met 158 stemmen voor en 136 senatoren tegen.
Op 22 en 23 februari 2007 sprak de Italiaanse president Giorgio Napolitano met de partijleiders hoe het verder moest toen Romano Prodi zijn ontslag aanbood. De meeste partijleiders adviseerden de Italiaanse president vervroegde verkiezingen te houden. Op 24 februari vroeg Napolitano Prodi aan te blijven als premier. Hiervoor had hij wel vertrouwen nodig van het Parlement van Italië.
Op 24 januari 2008 zegde de Italiaanse senaat na een aantal corruptiezaken met 161 tegen 156 stemmen het vertrouwen in het kabinet-Prodi op, wat het einde ervan betekende. De val leidde tot nieuwe parlementsverkiezingen in april. Deze verkiezingen werden gewonnen door Silvio Berlusconi met zijn Volk van de Vrijheid. Op 8 mei werd de regering-Berlusconi IV geïnstalleerd, onder leiding van Berlusconi.

## Verloop van de regering
De regering-Prodi II werd gekenmerkt door onderlinge tegenstrijdigheden tussen de gematigde partijen en de extreemlinkse partijen. Tot de gematigde partijen behoorden Democratici di Sinistra, La Margherita en Movimento Repubblicani Europei. Deze partijen gingen op in de centrumlinkse partij Democratische Partij. Tot de extreemlinkse partijen behoorden de Partito della Rifondazione Comunista, de Partito dei Comunisti Italiani, de Groene Federatie en Democratisch Links. Deze partijen gingen op in de extreemlinkse partij De linkse Regenboog.

### Crisis februari 2007
Op 21 februari 2007 viel de regering nadat het buitenlandse beleid van de regering werd afgewezen. Struikelblokken waren de plannen van minister D'Alema om de ruim 1900 Italiaanse militairen in Afghanistan te houden en de uitbreiding van de Amerikaanse basis in Italiaanse Vicenza. De oppositie was daar tegen. Voor een meerderheid in de Senaat was het nodig 160 senatoren voor zouden stemmen, maar de regering kreeg 158 senatoren achter zich. Twee communistische senatoren (die deel uitmaakten van de coalitie) protesteerden tegen de plannen door de oppositie te steunen. Alhoewel Prodi niet verplicht was op te stappen, deed hij dat toch, want D'Alema had vooraf gezegd dat het kabinet zou aftreden als zijn beleid niet werd gesteund.
Nadat Prodi zijn ontslag aanbod aan president Giorgio Napolitano, vroeg de president na gesprekken met verschillende politieke partijen, aan Prodi om aan te blijven als premier. Prodi stemde daarmee in, op voorwaarde dat hij nog op een meerderheid kon rekenen. Dit was ook het geval, en hierdoor kon Prodi doorgaan met zijn regering.

### Val van de regering
Begin januari 2008 trad de minister van Justitie Clemente Mastella, die tevens de leider is van de politieke partij Volksalliantie- UDEUR af nadat zijn vrouw Sandra Lonardo onder huisarrest was gezet vanwege beschuldigingen van corruptie. In eerste instantie beloofde hij de regering te blijven steunen, maar na een paar dagen kwam hij daarop terug. Met drie senatoren in de Italiaanse senaat, was deze partij noodzakelijk voor de centrumlinkse regering-Prodi om door te kunnen gaan, want hierdoor was de regering haar kleine meerderheid kwijtgeraakt.
Vanwege de gebeurtenis besloot Prodi aan het parlement het vertrouwen te vragen. In de Kamer van Afgevaardigden kreeg hij genoeg parlementariërs achter zich, maar in de senaat werd op 24 januari 2008 zijn regering weggestemd met 161 senatoren tegen de regering, en 156 senatoren voor de regering. Prodi trok zijn conclusies en diende zijn ontslag als premier in bij president Giorgio Napolitano, die het accepteerde. De president gaf de president van de senaat Franco Marini de taak een interim-regering te vormen om het Italiaanse kiesstelsel te hervormen, voordat er nieuwe verkiezingen gehouden zouden worden. Maar Marini slaagde hier niet in, en op 6 februari schreef Napolitano nieuwe verkiezingen uit. In het voorjaar waren er nieuwe verkiezingen, die overtuigend door Berlusconi werden gewonnen. Prodi maakte in maart 2008 bekend dat hij na de parlementsverkiezingen van half april niet terugkeert in de Italiaanse politiek. Wel houdt hij de mogelijkheid open van een functie in de internationale politiek. "De wereld is vol mogelijkheden en er zijn veel mensen die op hulp en vrede wachten", zei Prodi op de Italiaanse televisie.

## Samenstelling
De partijen die deel uitmaakten van het kabinet:
- L'Unione (De Unie)
  - L'Ulivo (Olijfboomcoalitie)
    - Democratici di Sinistra (Linkse Democraten)
    - Democrazia è Libertà - La Margherita (Democratie is Vrijheid - De Margriet)

  - Partito della Rifondazione Comunista (Heropgerichte Communistische Partij)
  - Federazione dei Verdi (Groene Federatie)
  - Partito dei Comunisti Italiani (Partij van Italiaanse Communisten)
  - Italia dei Valori (Italië van de Waarden)
  - Rosa nel Pugno (Roos in de Vuist)
    - Socialisti Democratici Italiani (Italiaanse Sociaaldemocraten)
    - Radicali Italiani (Italiaanse Radicalen)

  - Popolari - UDEUR (Volksalliantie- UDEUR)
  - Onafhankelijken

## Kabinet–Prodi II (2006–2008)
| Ambtsbekleder                             | Ambtsbekleder           | Ambtsbekleder                       | Functie                                    | Ambtstermijn    | Ambtstermijn    | Partij       |
| ----------------------------------------- | ----------------------- | ----------------------------------- | ------------------------------------------ | --------------- | --------------- | ------------ |
|                                           | Romano Prodi            | Romano Prodi (1939)                 | Premier                                    | 17 mei 2006     | 8 mei 2008      | O (2006–07)  |
|                                           | Romano Prodi            | Romano Prodi (1939)                 | Premier                                    | 17 mei 2006     | 8 mei 2008      | DP (2007–08) |
|                                           | Massimo D'Alema         | Massimo D'Alema (1949)              | Vicepremier                                | 17 mei 2006     | 8 mei 2008      | DS (2006–07) |
|                                           | Massimo D'Alema         | Massimo D'Alema (1949)              | Minister van Buitenlandse Zaken            | 17 mei 2006     | 8 mei 2008      | DP (2007–08) |
|                                           | Francesco Rutelli       | Francesco Rutelli (1954)            | Vicepremier                                | 17 mei 2006     | 8 mei 2008      | DL (2006–07) |
|                                           | Francesco Rutelli       | Francesco Rutelli (1954)            | Minister van Cultuur                       | 17 mei 2006     | 8 mei 2008      | DP (2007–08) |
|                                           | Enrico Letta            | Enrico Letta (1966)                 | Secretaris- generaal                       | 17 mei 2006     | 8 mei 2008      | DL (2006–07) |
|                                           | Enrico Letta            | Enrico Letta (1966)                 | Secretaris- generaal                       | 17 mei 2006     | 8 mei 2008      | DP (2007–08) |
|                                           | Giuliano Amato          | Giuliano Amato (1938)               | Minister van Binnenlandse Zaken            | 17 mei 2006     | 8 mei 2008      | O (2006–07)  |
|                                           | Giuliano Amato          | Giuliano Amato (1938)               | Minister van Binnenlandse Zaken            | 17 mei 2006     | 8 mei 2008      | DP (2007–08) |
|                                           | Tommaso Padoa-Schioppa  | Tommaso Padoa- Schioppa (1940–2010) | Minister van Financiën                     | 17 mei 2006     | 8 mei 2008      | O            |
|                                           | Clemente Mastella       | Clemente Mastella (1947)            | Minister van Justitie                      | 17 mei 2006     | 18 januari 2008 | UDEUR        |
|                                           | Romano Prodi            | Romano Prodi (1939)                 | Minister van Justitie                      | 18 januari 2008 | 6 februari 2008 | DP           |
|                                           | Luigi Scotti            | Luigi Scotti (1932)                 | Minister van Justitie                      | 6 februari 2008 | 8 mei 2008      | O            |
|                                           | Pier Luigi Bersani      | Pier Luigi Bersani (1951)           | Minister van Economische Zaken             | 17 mei 2006     | 8 mei 2008      | DS (2006–07) |
|                                           | Pier Luigi Bersani      | Pier Luigi Bersani (1951)           | Minister van Economische Zaken             | 17 mei 2006     | 8 mei 2008      | DP (2007–08) |
|                                           | Arturo Parisi           | Arturo Parisi (1940)                | Minister van Defensie                      | 17 mei 2006     | 8 mei 2008      | DL (2006–07) |
|                                           | Arturo Parisi           | Arturo Parisi (1940)                | Minister van Defensie                      | 17 mei 2006     | 8 mei 2008      | DP (2007–08) |
|                                           | Livia Turco             | Livia Turco (1955)                  | Minister van Volksgezondheid               | 17 mei 2006     | 8 mei 2008      | DS (2006–07) |
|                                           | Livia Turco             | Livia Turco (1955)                  | Minister van Volksgezondheid               | 17 mei 2006     | 8 mei 2008      | DP (2007–08) |
|                                           | Cesare Damiano          | Cesare Damiano (1948)               | Minister van Arbeid en Sociale Zaken       | 17 mei 2006     | 8 mei 2008      | DS (2006–07) |
|                                           | Cesare Damiano          | Cesare Damiano (1948)               | Minister van Arbeid en Sociale Zaken       | 17 mei 2006     | 8 mei 2008      | DP (2007–08) |
|                                           | Giuseppe Fioroni        | Giuseppe Fioroni (1958)             | Minister van Onderwijs                     | 17 mei 2006     | 8 mei 2008      | DL (2006–07) |
|                                           | Giuseppe Fioroni        | Giuseppe Fioroni (1958)             | Minister van Onderwijs                     | 17 mei 2006     | 8 mei 2008      | DP (2007–08) |
|                                           | Fabio Mussi             | Fabio Mussi (1948)                  | Minister van Hoger Onderwijs en Wetenschap | 17 mei 2006     | 8 mei 2008      | DS (2006–07) |
|                                           | Fabio Mussi             | Fabio Mussi (1948)                  | Minister van Hoger Onderwijs en Wetenschap | 17 mei 2006     | 8 mei 2008      | DP (2007–08) |
|                                           | Alessandro Bianchi      | Alessandro Bianchi (1945)           | Minister van Transport                     | 17 mei 2006     | 8 mei 2008      | PdCI         |
|                                           | Antonio Di Pietro       | Antonio Di Pietro (1950)            | Minister van Infrastructuur                | 17 mei 2006     | 8 mei 2008      | IdV          |
|                                           | Paolo De Castro         | Paolo De Castro (1958)              | Minister van Landbouw                      | 17 mei 2006     | 8 mei 2008      | DL (2006–07) |
|                                           | Paolo De Castro         | Paolo De Castro (1958)              | Minister van Landbouw                      | 17 mei 2006     | 8 mei 2008      | DP (2007–08) |
|                                           | Alfonso Pecoraro Scanio | Alfonso Pecoraro Scanio (1959)      | Minister van Milieu                        | 17 mei 2006     | 8 mei 2008      | FdV          |
|                                           | Paolo Gentiloni         | Paolo Gentiloni (1954)              | Minister van Communicatie                  | 17 mei 2006     | 8 mei 2008      | DL (2006–07) |
|                                           | Paolo Gentiloni         | Paolo Gentiloni (1954)              | Minister van Communicatie                  | 17 mei 2006     | 8 mei 2008      | DP (2007–08) |
|                                           | Vannino Chiti           | Vannino Chiti (1947)                | Minister voor Parlementaire Betrekkingen   | 17 mei 2006     | 8 mei 2008      | DS (2006–07) |
|                                           | Vannino Chiti           | Vannino Chiti (1947)                | Minister voor Bestuurlijke Vernieuwing     | 17 mei 2006     | 8 mei 2008      | DP (2007–08) |
|                                           | Luigi Nicolais          | Luigi Nicolais (1942)               | Minister voor Publieke Diensten            | 17 mei 2006     | 8 mei 2008      | DS (2006–07) |
|                                           | Luigi Nicolais          | Luigi Nicolais (1942)               | Minister voor Publieke Diensten            | 17 mei 2006     | 8 mei 2008      | DP (2007–08) |
|                                           | Giulio Santagata        | Giulio Santagata (1949)             | Minister voor Overheidsbeleid              | 17 mei 2006     | 8 mei 2008      | DL (2006–07) |
|                                           | Giulio Santagata        | Giulio Santagata (1949)             | Minister voor Overheidsbeleid              | 17 mei 2006     | 8 mei 2008      | DP (2007–08) |
|                                           | Emma Bonino             | Emma Bonino (1948)                  | Minister voor Europese Zaken               | 17 mei 2006     | 8 mei 2008      | RI           |
| Minister voor Ontwikkelings- samenwerking | Emma Bonino             | Emma Bonino (1948)                  |                                            | 17 mei 2006     | 8 mei 2008      | RI           |
|                                           | Paolo Ferrero           | Paolo Ferrero (1960)                | Minister voor Welzijn                      | 17 mei 2006     | 8 mei 2008      | PRC          |
|                                           | Linda Lanzillotta       | Linda Lanzillotta (1948)            | Minister voor Regionale Zaken              | 17 mei 2006     | 8 mei 2008      | DL (2006–07) |
|                                           | Linda Lanzillotta       | Linda Lanzillotta (1948)            | Minister voor Regionale Zaken              | 17 mei 2006     | 8 mei 2008      | DP (2007–08) |
|                                           | Barbara Pollastrini     | Barbara Pollastrini (1947)          | Minister voor Gelijkheid                   | 17 mei 2006     | 8 mei 2008      | DS (2006–07) |
|                                           | Barbara Pollastrini     | Barbara Pollastrini (1947)          | Minister voor Gelijkheid                   | 17 mei 2006     | 8 mei 2008      | DP (2007–08) |
|                                           | Rosy Bindi              | Rosy Bindi (1951)                   | Minister voor Familiezaken                 | 17 mei 2006     | 8 mei 2008      | DL (2006–07) |
|                                           | Rosy Bindi              | Rosy Bindi (1951)                   | Minister voor Familiezaken                 | 17 mei 2006     | 8 mei 2008      | DP (2007–08) |
|                                           | Giovanna Melandri       | Giovanna Melandri (1962)            | Minister voor Jeugdzaken en Sport          | 17 mei 2006     | 8 mei 2008      | DS (2006–07) |
|                                           | Giovanna Melandri       | Giovanna Melandri (1962)            | Minister voor Jeugdzaken en Sport          | 17 mei 2006     | 8 mei 2008      | DP (2007–08) |

## Ministers

### Minister-President
- De Italiaanse minister-president (Presidente del Consiglio) was Romano Prodi (L'Ulivo); vicepremiers zijn Massimo D'Alema (L'Ulivo - DS) en Francesco Rutelli (L'Ulivo - Margherita).
- Secretaris van de Raad van Ministers: Enrico Letta (L'Ulivo - Margherita)
- Staatssecretarissen bij de minister-president: Enrico Letta (L'Ulivo - Margherita) - Enrico Micheli (L'Ulivo - Margherita) (afgevaardigde van de geheime diensten) - Fabio Gobbo (coördinator van het Comité van Economische Planning) - Ricardo Franco Levi (L'Ulivo)

### Ministers (met portefeuille), onderministers en staatssecretarissen
- Buitenlandse Zaken: Massimo D'Alema (L'Ulivo - DS)
  - Onderministers: Ugo Intini (Rosa nel Pugno - SDI) - Patrizia Sentinelli (PRC) - Franco Danieli (L'Ulivo - Margherita)
  - Staatssecretarissen: Famiano Crucianelli (L'Ulivo - DS) - Donato Di Santo (L'Ulivo - DS) - Gianni Vernetti (L'Ulivo - Margherita) - Vittorio Craxi (I Socialisti)
- Cultureel Erfgoed en Toerisme: Francesco Rutelli (L'Ulivo - Margherita)
  - Staatssecretarissen: Elena Montecchi - Andrea Marcucci - Danielle Mazzonis
- Binnenlandse Zaken: Giuliano Amato (L'Ulivo)
  - Onderminister: Marco Minniti (L'Ulivo - DS) (politie en handhavingsteams)
  - Staatssecretarissen: Graziella Lucidi (L'Ulivo - DS) - Ettore Rosato (L'Ulivo - Margherita) - Alessando Paino - Franco Bonato
- Justitie: Clemente Mastella (Popolari - UDEUR)
  - Staatssecretarissen: Luigi Manconi (L'Ulivo - DS) - Alberto Maritati (L'Ulivo - DS) - Daniela Melchiorre - Luigi Scotti (PDCI) - Luigi Li Gotti
- Defensie: Arturo Parisi - (L'Ulivo - Margherita)
  - Staatssecretarissen: Luigi Forceri - Emidio Casula (Rosa nel Pugno - SDI) - Marco Verzaschi
- Economie en Financiën: Tommaso Padoa-Schioppa (L'Ulivo - onafhankelijk)
  - Onderministers: Vincenzo Visco (L'Ulivo - DS) (Financiën) - Roberto Pinza (L'Ulivo - Margherita)
  - Staatssecretarissen: Massimo Tononi - Paolo Cento (Verdi) - Mario Lettieri - Alfiero Grandi (L'Ulivo - DS) - Antonangelo Casula
- Economische Ontwikkeling: Pier Luigi Bersano (L'Ulivo - DS)
  - Onderminister: Sergio D'Antonio (L'Ulivo - Margherita)
  - Staatssecretarissen: Mario Bubbico (L'Ulivo - DS) - Paolo Giaretta (L'Ulivo - Margherita) - Alfonso Gianni (PRC)
- Onderwijs: Beppe Fioroni (L'Ulivo - Margherita)
  - Onderminister: Mariangelo Bastico (L'Ulivo - DS)
  - Staatssecretarissen: Gaetano Pascarella - Letizia De Torre (L'Ulivo - Margherita)
- Infrastructuur: Antonio Di Pietro (IDV)
  - Onderminister: Angelo Capodicasa (L'Ulivo - DS)
  - Staatssecretarissen: Luigi Meduri - Tommaso Casillo
- Milieu en Bescherming van het Territorium: Alfonso Pecoraro Scanio (Verdi)
  - Staatssecretarissen: Gianni Piatti - Bruno Dettori (L'Ulivo - Margherita) - Laura Marchetti
- Landbouw en Bosbouw: Paolo De Castro (L'Ulivo - onafhankelijk)
  - Staatssecretarissen: Guido Tampieri - Stefano Boco (Verdi)
- Volksgezondheid: Livia Turco (L'Ulivo - DS)
  - Staatssecretarissen: Serafino Zuccheli - Antonio Gaione - Giampaolo Patta (PRC)
- Arbeid: Cesare Damiano (L'Ulivo - DS)
  - Staatssecretarissen: Antonio Montagnino - Rosa Rinaldi
- Communicatie: Paolo Gentiloni (L'Ulivo - Margherita)
  - Staatssecretarissen: Luigi Vinercati - Giorgio Calò (IDV)
- Universiteiten en Onderzoek: Fabio Mussi (L'Ulivo - DS)
  - Staatssecretarissen: Luciano Modica - Nando Dalla Chiesa (L'Ulivo - Margherita)
- Sociale Solidariteit: Paolo Ferrero (PRC)
  - Staatssecretarissen: Franca Donaggio (L'Ulivo - DS) - Cristina De Luca
- Transport: Alessandro Bianchi (PDCI)
  - Onderminister: Cesare De Piccoli (L'Ulivo - DS)
  - Staatssecretaris: Andrea Annunziata (L'Ulivo - Margherita)

### Ministers, onderministers en staatssecretarissen zonder portefeuille
- Bestuurlijke hervorming en Parlementaire rapportage: Vannito Chiti (L'Ulivo - DS)
  - Staatssecretarissen: Giampaolo D'Andrea, Paolo Naccarato
- Openbare Werken en Vernieuwingen: Luigi Nicolais (L'Ulivo - DS)
  - Staatssecretarissen: Beatrice Magnolfi (L'Ulivo - DS) - Giampiero Scanu
- Regionale Zaken: Linda Lanzillotta (L'Ulivo - Margherita)
  - Staatssecretaris: Pietro Colonnella
- Internationale Handel en Politieke Zaken: Emma Bonino (Rosa nel Pugno - RI)
  - Staatssecretarissen: Mauro Agostini (L'Ulivo - DS) - Milos Budin (L'Ulivo - DS)
- Uitvoering van het Regeringsprogramma: Giulio Santagata (L'Ulivo - Margherita)
- Gelijke Kansen en Rechten: Barbara Pollastrini (L'Ulivo - DS)
  - Staatssecretaris: Donatella Linguiti (PRC)
- Jeugdzaken en Sport: Giovanna Melandri (L'Ulivo - DS)
  - Staatssecretarissen: Giovanni Lolli (L'Ulivo - DS) - Elidio De Paoli (Alleanza Lombarda)
- Familie Zaken: Rosy Bindi (L'Ulivo - Margherita)
  - Staatssecretaris: (L'Ulivo - DS)

De Gasperi II · De Gasperi III · De Gasperi IV · De Gasperi V · De Gasperi VI · De Gasperi VII · De Gasperi VIII · Pella · Fanfani I · Scelba · Segni I · Zoli · Fanfani II · Segni II · Tambroni · Fanfani III · Fanfani IV · Leone I · Moro I · Moro II · Moro III · Leone II · Rumor I · Rumor II · Rumor III · Colombo · Andreotti I · Andreotti II · Rumor IV · Rumor V · Moro IV · Moro V · Andreotti III · Andreotti IV · Andreotti V · Cossiga I · Cossiga II · Forlani · Spadolini I · Spadolini II · Fanfani V · Craxi I · Craxi II · Fanfani VI · Goria · De Mita · Andreotti VI · Andreotti VII · Amato I · Ciampi · Berlusconi I · Dini · Prodi I · D'Alema I · D'Alema II · Amato II · Berlusconi II · Berlusconi III · Prodi II · Berlusconi IV · Monti · Letta · Renzi · Gentiloni · Conte I · Conte II · Draghi · Meloni